# 月季蚜
月季蚜（学名：Sitobion ibarae）为常蚜科芒蚜屬下的一个种。